# Igreja de São Pedro e São Paulo (Cranfield)
A Igreja de São Pedro e São Paulo é uma igreja listada como Grau I em Cranfield, Bedfordshire, na Inglaterra. Tornou-se um edifício listado no dia 23 de janeiro de 1961.